# Henri Jöel
Henri Jöel Kouakou Tahiri (sinh ngày 17 tháng 3 năm 1986) là một cầu thủ bóng đá người Bờ Biển Ngà thi đấu ở vị trí trung vệ cho câu lạc bộ tại Thai League T2 Samut Sakhon.

## Sự nghiệp câu lạc bộ

### Buriram PEA
Anh thi đấu trong trận đấu tại Giải vô địch bóng đá các câu lạc bộ châu Á 2009 trước Singapore Armed Forces FC.